# LaFayette (New York)
LaFayette város az USA New York államában, Onondaga megyében. Lakosainak száma 4910 fő (2020. április 1.).

## Népesség
A település népességének változása:

| 2010 | 4 952 |
| 2020 | 4 910 |